# Tignieu-Jameyzieu
Tignieu-Jameyzieu est une commune française située dans le département de l'Isère, en région Auvergne-Rhône-Alpes.
Autrefois rattachée à la province royale du Dauphiné, elle est l'une des trois villes-centres de l'unité urbaine de Charvieu-Chavagneux, située dans l'est de l'aire d'attraction de Lyon.
La commune fut d'abord adhérente à la communauté de communes de l'Isle-Crémieu, avant de rejoindre à la suite de la fusion de plusieurs intercommunalités la communauté de communes Les Balcons du Dauphiné en 2017. Elle en est d'ailleurs la commune la plus peuplée, avec presque 8 000 habitants.
Les habitants se dénomment les Tignolans.

## Géographie

### Situation et description
Tignieu-Jameyzieu est située à 35 km à l’est de Lyon, à l’extrémité nord-ouest du département de l’Isère. la paroisse est historiquement marquée par son appartenance au Dauphiné. Elle se situe à l’est de l’agglomération peut être considéré comme appartenant à la banlieue de Lyon, et au-dessus de l’axe Lyon-Grenoble.

### Communes limitrophes
| Pont-de-Chéruy             | Chavanoz          |                          |
| Charvieu-Chavagneux        | Tignieu-Jameyzieu | Saint-Romain-de-Jalionas |
| Colombier-Saugnieu (Rhône) | Chamagnieu        | Villemoirieu             |

### Géologie

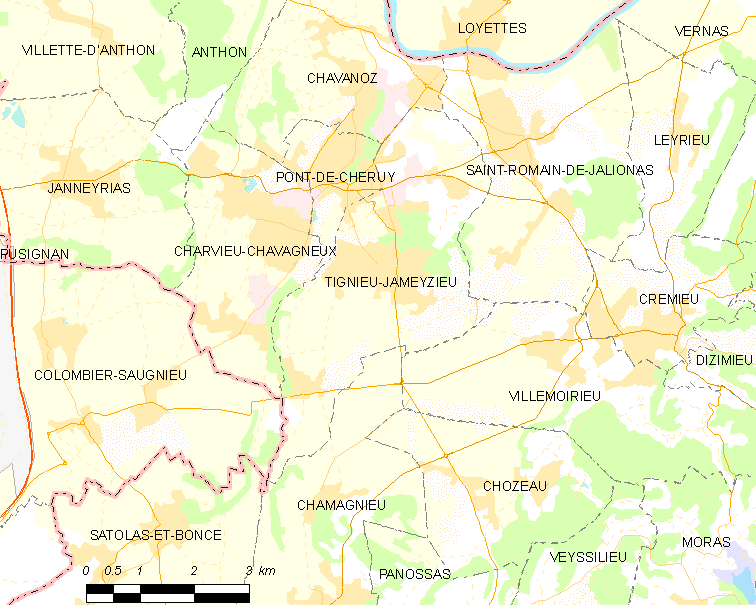
carte de Tignieu-Jameyzieu et des communes limitrophes

Situé dans la frange occidentale du plateau de l'Isle Crémieu (autrefois dénommé « Isle Chéruy »), le secteur de Tignieu-Jameyzieu est constitué de collines molassiques et de moraines péri glaciaires.

### Climat
En 2010, le climat de la commune est de type climat océanique altéré, selon une étude du Centre national de la recherche scientifique s'appuyant sur une série de données couvrant la période 1971-2000. En 2020, Météo-France publie une typologie des climats de la France métropolitaine dans laquelle la commune est exposée à un climat de montagne ou de marges de montagne et est dans la région climatique Bourgogne, vallée de la Saône, caractérisée par un bon ensoleillement (1 900 h/an), un été chaud (18,5 °C), un air sec au printemps et en été et des vents faibles.
Pour la période 1971-2000, la température annuelle moyenne est de 11,7 °C, avec une amplitude thermique annuelle de 18 °C. Le cumul annuel moyen de précipitations est de 999 mm, avec 10,2 jours de précipitations en janvier et 6,9 jours en juillet. Pour la période 1991-2020, la température moyenne annuelle observée sur la station météorologique de Météo-France la plus proche, « Lyon-Saint-Exupery », sur la commune de Colombier-Saugnieu à 6 km à vol d'oiseau, est de 12,8 °C et le cumul annuel moyen de précipitations est de 862,5 mm,. Pour l'avenir, les paramètres climatiques de la commune estimés pour 2050 selon différents scénarios d'émission de gaz à effet de serre sont consultables sur un site dédié publié par Météo-France en novembre 2022.
| Mois                                  | jan.             | fév.             | mars            | avril         | mai             | juin          | jui.           | août           | sep.           | oct.            | nov.            | déc.             | année      |
| ------------------------------------- | ---------------- | ---------------- | --------------- | ------------- | --------------- | ------------- | -------------- | -------------- | -------------- | --------------- | --------------- | ---------------- | ---------- |
| Température minimale moyenne (°C)     | 1,1              | 1,4              | 4,3             | 7,3           | 11,2            | 14,8          | 16,7           | 16,5           | 12,8           | 9,6             | 4,8             | 1,9              | 8,5        |
| Température moyenne (°C)              | 3,9              | 4,9              | 8,8             | 12,1          | 16,1            | 19,9          | 22,1           | 21,9           | 17,7           | 13,5            | 7,9             | 4,6              | 12,8       |
| Température maximale moyenne (°C)     | 6,6              | 8,4              | 13,4            | 16,9          | 20,9            | 25            | 27,5           | 27,3           | 22,5           | 17,3            | 11              | 7,2              | 17         |
| Record de froid (°C) date du record   | −20,3 07.01.1985 | −12,9 11.02.1986 | −9,6 01.03.05   | −3 08.04.03   | −0,2 01.05.1976 | 4 04.06.1984  | 6,6 22.07.1980 | 5,1 30.08.1986 | 1,7 22.09.1977 | −3,7 31.10.1997 | −8,1 27.11.1989 | −12,7 10.12.1980 | −20,3 1985 |
| Record de chaleur (°C) date du record | 20,4 10.01.15    | 22,4 24.02.1990  | 26,1 22.03.1990 | 28,8 30.04.05 | 33,9 24.05.09   | 38,1 22.06.03 | 39,4 24.07.19  | 39,9 24.08.23  | 34,2 10.09.23  | 30,3 09.10.23   | 22,4 08.11.15   | 20,1 18.12.1989  | 39,9 2023  |
| Ensoleillement (h)                    | 72,7             | 99,3             | 167,8           | 182,6         | 216,5           | 251,5         | 278,6          | 246,9          | 186            | 123,5           | 71,7            | 50,4             | 1 947,3    |
| Précipitations (mm)                   | 55               | 46,9             | 54,1            | 72,4          | 82,7            | 70,7          | 67,4           | 70,6           | 86,6           | 101             | 92,1            | 63               | 862,5      |

### Hydrographie
Le territoire communal est bordé dans sa partie sud-ouest par la Bourbre, un modeste affluent direct en rive gauche du Rhône qu'il rejoint quelques kilomètres au nord de la commune, au niveau du territoire de Chavanoz. Cette rivière, dont le cours est de 72,2 km, sépare la commune du territoire de Charvieu-Chavagneux.
Le territoire est également bordé, dans sa partie orientale, par le ruisseau de la Girine, modeste cours d'eau et affluent du Rhône.

## Urbanisme

### Typologie
Au 1er janvier 2024, Tignieu-Jameyzieu est catégorisée ceinture urbaine, selon la nouvelle grille communale de densité à sept niveaux définie par l'Insee en 2022.
Elle appartient à l'unité urbaine de Charvieu-Chavagneux, une agglomération intra-départementale regroupant quatre  communes, dont elle est ville-centre,,. Par ailleurs la commune fait partie de l'aire d'attraction de Lyon, dont elle est une commune de la couronne,. Cette aire, qui regroupe 397 communes, est catégorisée dans les aires de 700 000 habitants ou plus (hors Paris),.

### Occupation des sols
L'occupation des sols de la commune, telle qu'elle ressort de la base de données européenne d’occupation biophysique des sols Corine Land Cover (CLC), est marquée par l'importance des territoires agricoles (61,9 % en 2018), en diminution par rapport à 1990 (68,7 %). La répartition détaillée en 2018 est la suivante : 
terres arables (37,4 %), zones urbanisées (23,8 %), zones agricoles hétérogènes (23,7 %), forêts (7,2 %), zones industrielles ou commerciales et réseaux de communication (4,3 %), mines, décharges et chantiers (2,7 %), prairies (0,8 %). L'évolution de l’occupation des sols de la commune et de ses infrastructures peut être observée sur les différentes représentations cartographiques du territoire : la carte de Cassini (XVIIIe siècle), la carte d'état-major (1820-1866) et les cartes ou photos aériennes de l'IGN pour la période actuelle (1950 à aujourd'hui).

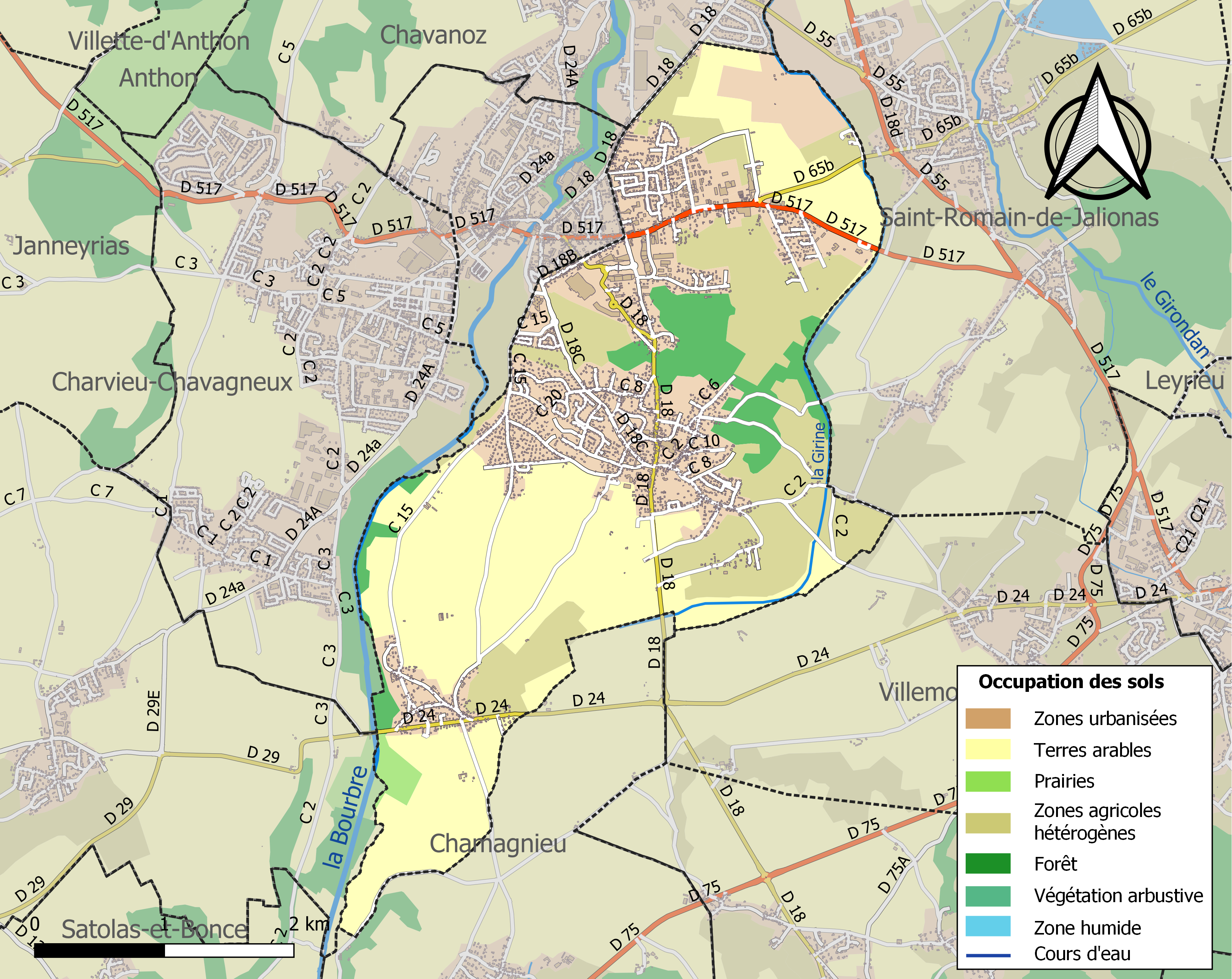
Carte des infrastructures et de l'occupation des sols de la commune en 2018 (CLC).

### Quartiers, hameaux et lieux-dits
Le village de Jameyzieu est situé dans la partie méridionale de la commune et le bourg de Tignieu, où se situe la mairie et les principaux services communaux, dans la partie septentrionale de la commune. Une autre partie de Tignieu appelée La Plaine est située côté frontière à pont de Cheruy ayant une ZAC et des écoles[incompréhensible].

### Voies de communication et transports

#### Routes

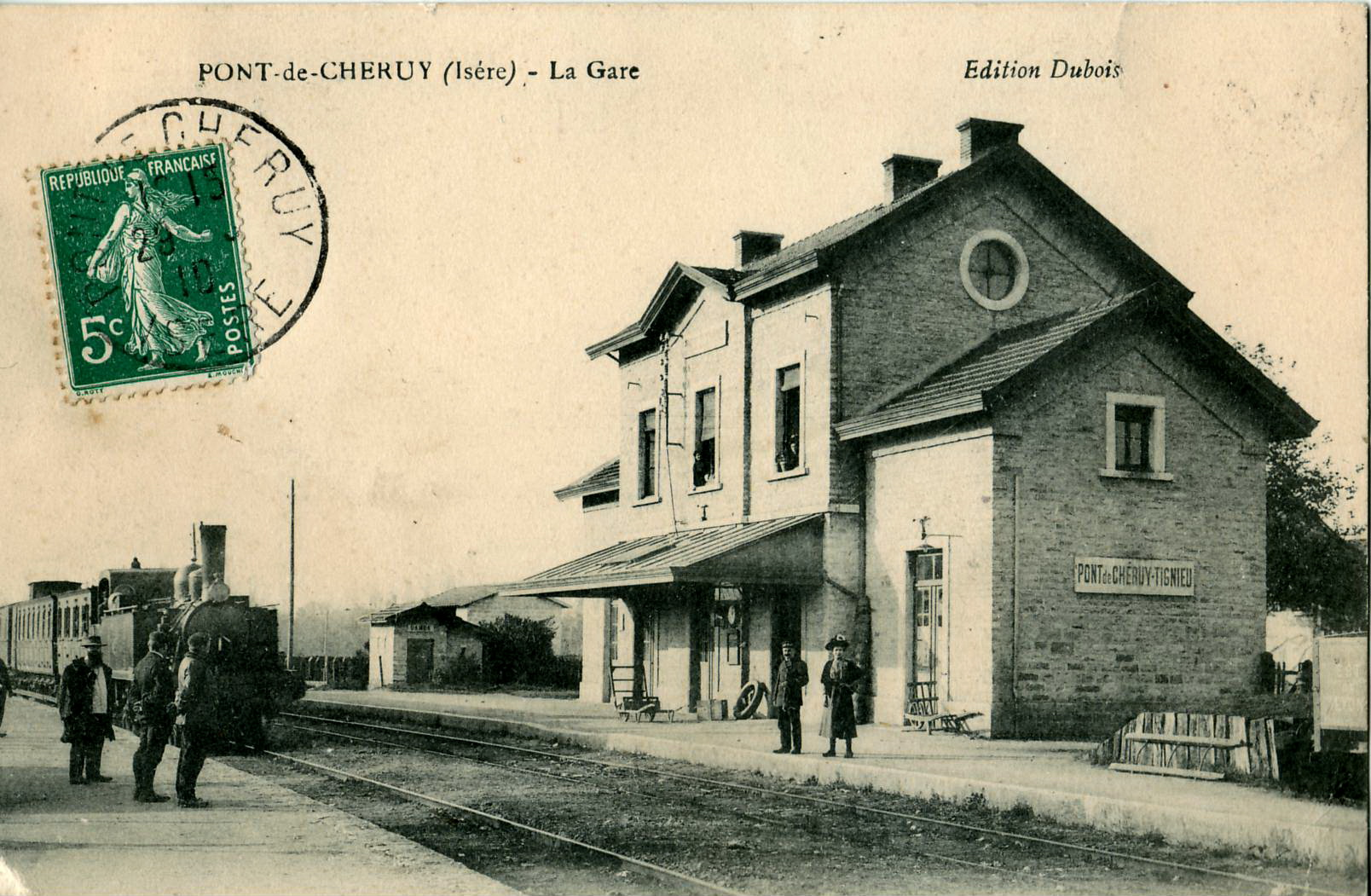
La gare de Pont-de-Chéruy-Tignieu en 1910.

Le territoire de Tignieu-Jameyzieu est traversé, dans sa partie septentrionale, par une route à grande circulation, la RD517 et une route d'importance secondaire, la RD18 :
- La route départementale 517 (RD517) correspond au tracé de l'ancienne Route nationale 517, déclassé en route départementale à la suite de la réforme de 1972. Elle permet de relier Lyon à Morestel en traversant les communes de Villeurbanne, Meyzieu, Janneyrias, Charvieu-Chavagneux, Pont de Chéruy, Crémieu, Passins et Morestel.
- la RD18 permet de relier les communes de Pont-de-Chéruy et de Bourgoin-Jallieu (par Panossas et Saint-Marcel-Bel-Accueil).

#### Transports publics
En 2020, la commune est desservie par les transports en commun gérés par le réseau Transisère, dont les lignes 1050 et 1060 et la ligne Express 4 (EXP4) qui la relie au réseau de transport lyonnais: 

### Risques naturels et technologiques majeurs

#### Risques sismiques
L'ensemble du territoire de la commune de Tignieu-Jameyzieu est situé en zone de sismicité n°3 (sur une échelle de 1 à 5), comme la plupart des communes de son secteur géographique.
| Type de zone | Niveau            | Définitions (bâtiment à risque normal) |
| ------------ | ----------------- | -------------------------------------- |
| Zone 3       | Sismicité modérée | accélération = 1,1 m/s2                |

## Toponymie

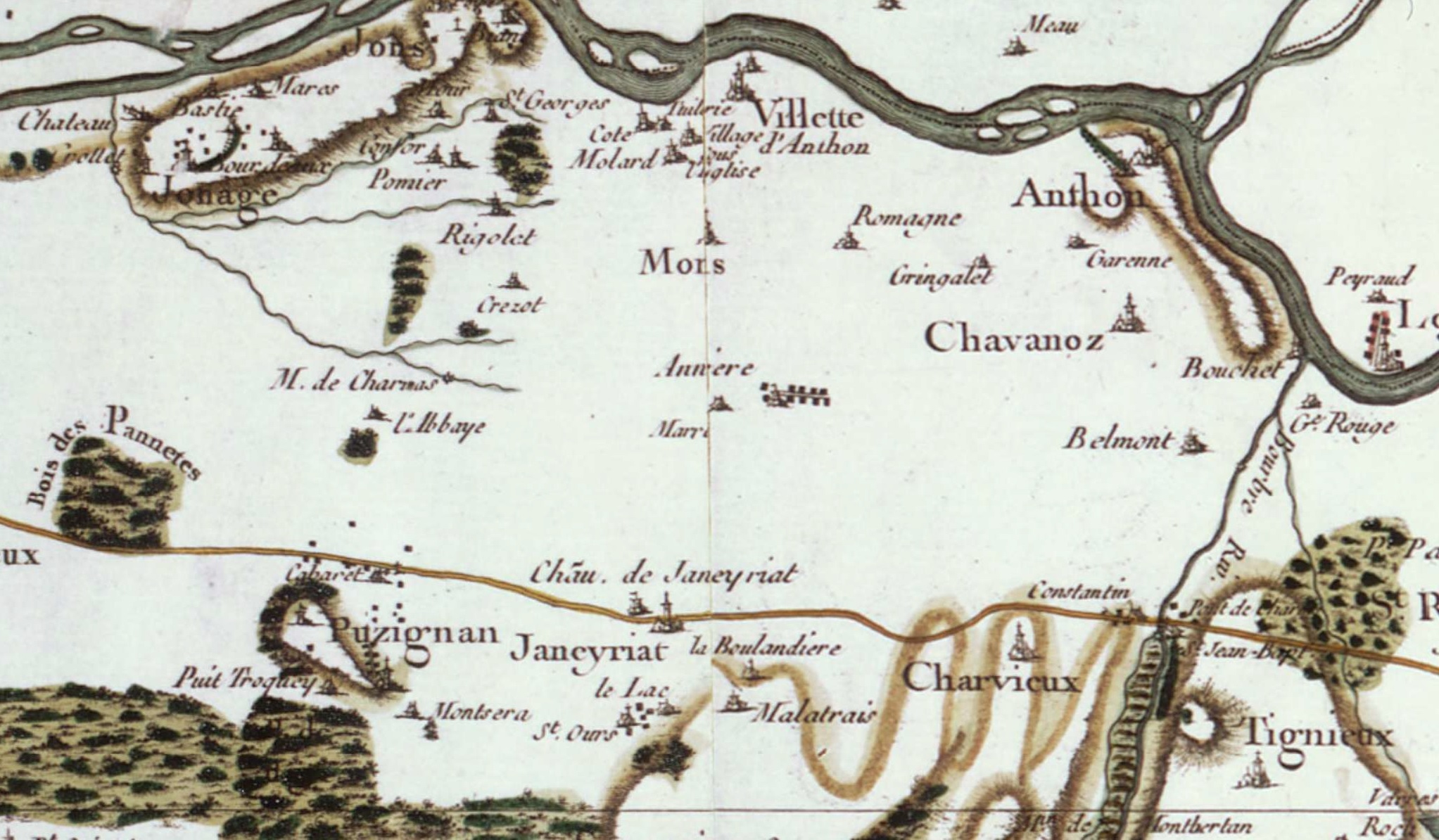
Mention de Tignieu sur la carte de Cassini

La commune porte le nom de ses deux principaux villages dont les toponymies restent incertaines:

### Tignieu
Une hypothèse fait dériver Tignieu du nom d'un ancien romain Tennius, maître des lieux et une autre la lie au mot « Tigne » qui signifierait forêt, à une époque où le pays n'était alors qu'un fouillis de bois et de marécages. Une troisième hypothèse évoque le terme Tine (équivalent du terme Tonneau).

### Jameyzieu
Jameyzieu pourrait dériver du nom « James » qui est lui-même une transformation de « Jacob » ou de « Jacques », peut-être du nom d'un ancien propriétaire nommé Jacobus. Albert Dauzat évoque plutôt le nom gaulois de Gematius (voir l'article Chamagnieu).

## Histoire

### Moyen Âge
Le nom de Tignieu est attesté en 1311 par un acte selon lequel son seigneur Guichard « Textoris » cède au Dauphin Jean II de Viennois une pièce de terre située dans la paroisse. En 1458,  Tignieu et Jameyzieu sont deux paroisses séparées.

### Époque contemporaine
L'union entre les communes se concrétise en 1840. En 1867, la commune de Pont de Chéruy s'agrandit aux dépens de Tignieu-Jameyzieu, de Charvieu, et de Chavanoz.

## Politique et administration

### Intercommunalité

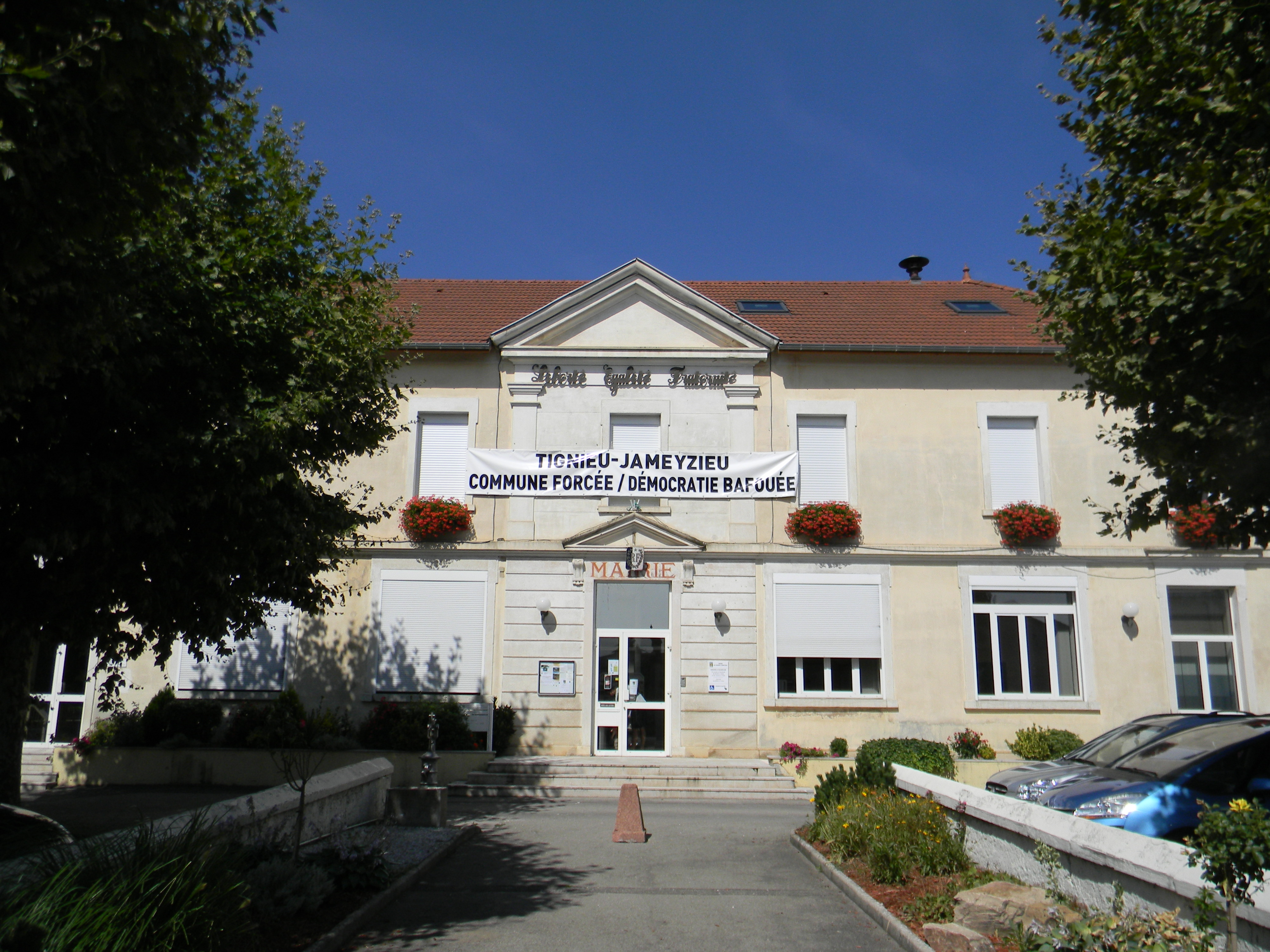
Mairie de Tignieu-Jameyzieu en 2012

La commune a été contrainte en 2012 d’adhérer à la communauté de communes de l'Isle-Crémieu mise en place par le schéma départemental de coopération intercommunale, prescrit par le préfet de l’Isère avant de rejoindre à la suite de la fusion de plusieurs intercommunalités la communauté de communes Les Balcons du Dauphiné en 2017.

### Administration municipale
En 2021, le conseil municipal de Tignieu-Jameyzieu compte vingt-neuf membres (treize femmes, seize hommes) dont un maire, huit adjoints au maire, quatorze conseillers délégués et six conseillers municipaux.

### Liste des maires

#### Tignieu
| Période            | Période                            | Identité                | Étiquette | Qualité                            |
| ------------------ | ---------------------------------- | ----------------------- | --------- | ---------------------------------- |
| 1792               |                                    | François Reynaud        |           | maire, marchand                    |
| décembre 1792      | octobre 1795                       | Jacques Jacquin         |           | laboureur                          |
| brumaire an IV     | germinal an V                      | François Reynaud        |           | maire, puis agent municipal        |
| germinal an V      | 28 germinal an VI                  | Louis Rullet            |           | laboureur                          |
| prairial an VI     |                                    | Jean Aimard             |           | marchand                           |
| 25 floréal an VIII | 7 juin 1815                        | Joseph Marie Sornin     |           | maire également maire de Jameyzieu |
| 7 juin 1815        | juillet 1815                       | Antoine Barbier         |           |                                    |
| août 1815          | 7 janvier 1845 (mort en fonctions) | Joseph Marie Sornin     |           |                                    |
| 9 mars 1845        | mai 1848                           | Jean Jacquin            |           | cultivateur                        |
| mai 1848           |                                    |                         |           | maire provisoire                   |
|                    |                                    |                         |           |                                    |
| 19 mai 1912        | décembre 1919                      | Pierre Patras           |           |                                    |
| 10 décembre 1919   | 1923                               | Joseph Mallière         |           |                                    |
| 31 mars 1923       | 1929                               | Pierre Louis Millet     |           |                                    |
| 22 février 1931    | 1932                               | Stanislas Ulysse Tourre |           |                                    |
| 1983               | juin 1995                          | André Bon               | PS        | Retraité de l'enseignement         |
| juin 1995          | août 2018 (démission)              | André Paviet-Salomon    | PS        | Retraité de l'enseignement         |
| septembre 2018     | En cours                           | Jean-Louis Sbaffe       | DVG       | Retraité de l'enseignement         |

#### Jameyzieu
| Période             | Période        | Identité                    | Étiquette | Qualité                      |
| ------------------- | -------------- | --------------------------- | --------- | ---------------------------- |
| 1791                |                | Maurice Bertet              |           |                              |
| 1792                |                | G. Tavernet                 |           |                              |
| décembre 1794       | pluviôse an IV | Étienne Montagnon           |           |                              |
| pluviôse an IV      |                | Jean Griot                  |           | agent municipal              |
| mai 1796            |                | G. Tavernet                 |           |                              |
| vendémiaire an VIII |                | Claude Tavernet             |           | cultivateur, agent municipal |
| 10 prairial an VIII |                | Pierre Tavernet             |           | cultivateur, maire           |
| frimaire an XI      | 1821           | Joseph Marie Sornin         |           |                              |
| octobre 1821        | octobre 1823   | Joseph Dumollard            |           |                              |
| octobre 1823        | 1830           | Joseph Marie Sholto Douglas |           |                              |
| 1830                | 1835           | Clément Merlin              |           |                              |
| 1835                | 1840           | Joseph Rabilloud            |           |                              |

## Population et société

### Démographie
L'évolution du nombre d'habitants est connue à travers les recensements de la population effectués dans la commune depuis 1793. Pour les communes de moins de 10 000 habitants, une enquête de recensement portant sur toute la population est réalisée tous les cinq ans, les populations de référence des années intermédiaires étant quant à elles estimées par interpolation ou extrapolation. Pour la commune, le premier recensement exhaustif entrant dans le cadre du nouveau dispositif a été réalisé en 2006.

En 2022, la commune comptait 7 944 habitants, en évolution de +11,18 % par rapport à 2016 (Isère : +3,07 %, France hors Mayotte : +2,11 %).
| 1793 | 1800 | 1806 | 1821 | 1831 | 1836 | 1841 | 1846  | 1851  |
| ---- | ---- | ---- | ---- | ---- | ---- | ---- | ----- | ----- |
| 406  | 473  | 493  | 463  | 596  | 693  | 940  | 1 003 | 1 102 |

| 1856  | 1861  | 1866  | 1872 | 1876 | 1881 | 1886 | 1891  | 1896  |
| ----- | ----- | ----- | ---- | ---- | ---- | ---- | ----- | ----- |
| 1 062 | 1 056 | 1 098 | 871  | 888  | 895  | 974  | 1 015 | 1 133 |

| 1901  | 1906  | 1911  | 1921  | 1926  | 1931  | 1936  | 1946  | 1954  |
| ----- | ----- | ----- | ----- | ----- | ----- | ----- | ----- | ----- |
| 1 202 | 1 392 | 1 548 | 1 563 | 1 559 | 1 617 | 1 673 | 1 563 | 1 840 |

| 1962  | 1968  | 1975  | 1982  | 1990  | 1999  | 2006  | 2011  | 2016  |
| ----- | ----- | ----- | ----- | ----- | ----- | ----- | ----- | ----- |
| 2 030 | 2 454 | 2 959 | 3 666 | 4 616 | 4 838 | 5 373 | 6 282 | 7 145 |

| 2021  | 2022  | - | - | - | - | - | - | - |
| ----- | ----- | - | - | - | - | - | - | - |
| 7 815 | 7 944 | - | - | - | - | - | - | - |

NB : la chute de la population entre 1866 et 1872 est due à la création de la commune de Pont-de-Chéruy en 1867-68.

### Enseignement
La commune, qui compte plusieurs établissements scolaires dont un collège (dédié à Philippe Cousteau), est rattachée à l'académie de Grenoble.

### Événements
- Sainte-Catherine : Fête célébrant la patronne du village (25 novembre).

### Équipements culturels et sportifs
La bibliothèque municipale se dénomme « Maison du Livre »
La commune héberge également un plateau EPS/Multisports/city-stades, un court de tennis, une salle multisports, un terrain de basket-ball, pluseirs stades de football et un terrain de handball.

### Médias
Historiquement, le quotidien à grand tirage Le Dauphiné libéré consacre, chaque jour, y compris le dimanche, dans son édition du Nord-Isère, un ou plusieurs articles à l'actualité de la communauté de communes, ainsi que des informations sur les éventuelles manifestations locales, les travaux routiers, et autres événements divers à caractère local.
La commune est située sur l'aire de diffusion de radio Ici Isère, une radio publique qui émet sur tout le territoire du département de l'Isère.

### Cultes

#### Culte catholique
La communauté catholique de Charvieu-Chavagneux et les églises (propriétés de la commune) sont rattachées à la paroisse Sainte-Blandine-de-la-Bourbre, elle-même rattachée au diocèse de Grenoble-Vienne.

## Économie
La commune héberge sur son territoire un centre commercial, « Place du Dauphiné » ouvert en 2010 et qui comprend 80 enseignes ainsi qu'un hypermarché et son espace culturel.

## Culture et patrimoine

### Lieux et monuments

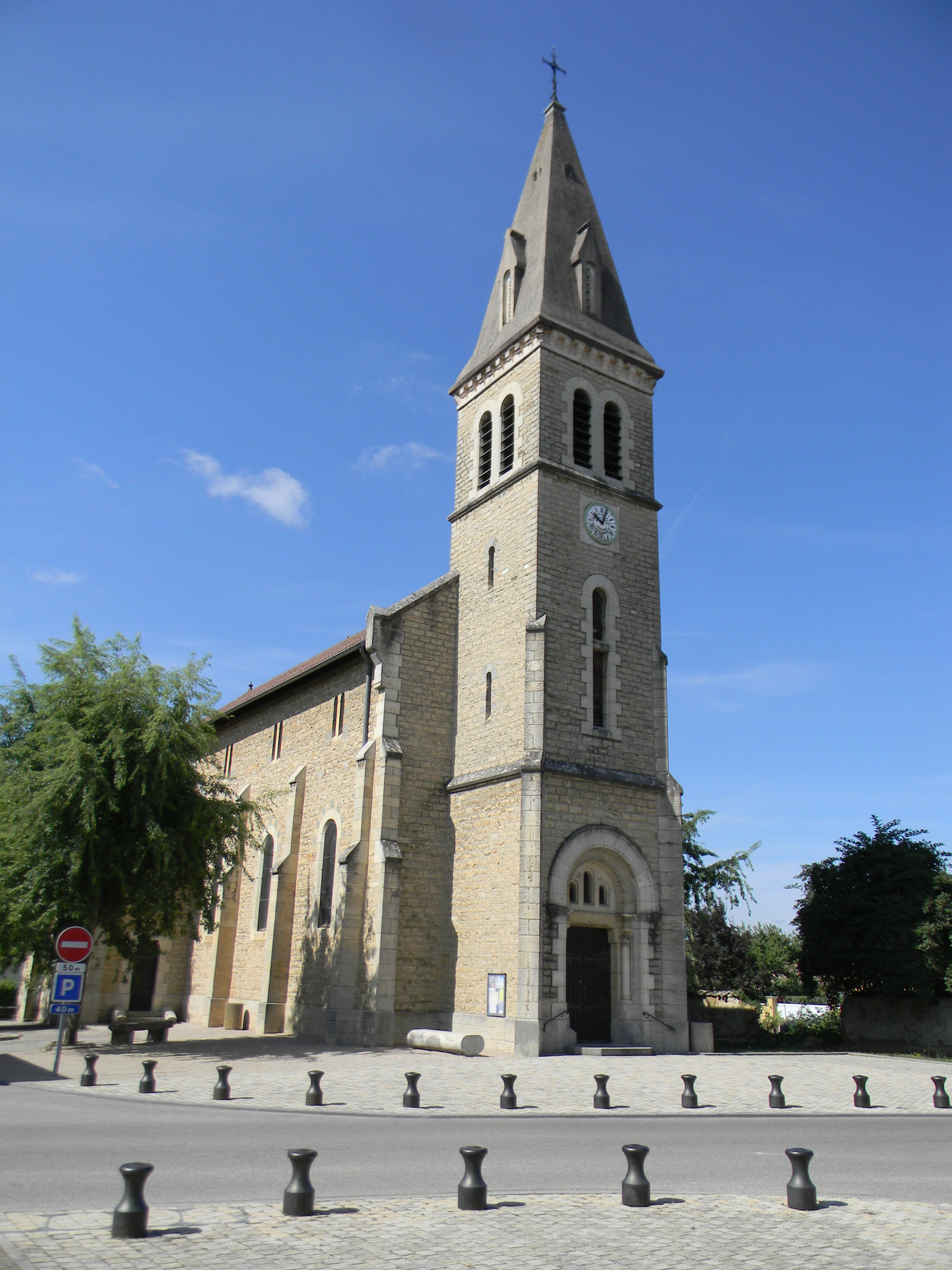
L'église Saint-Antoine.

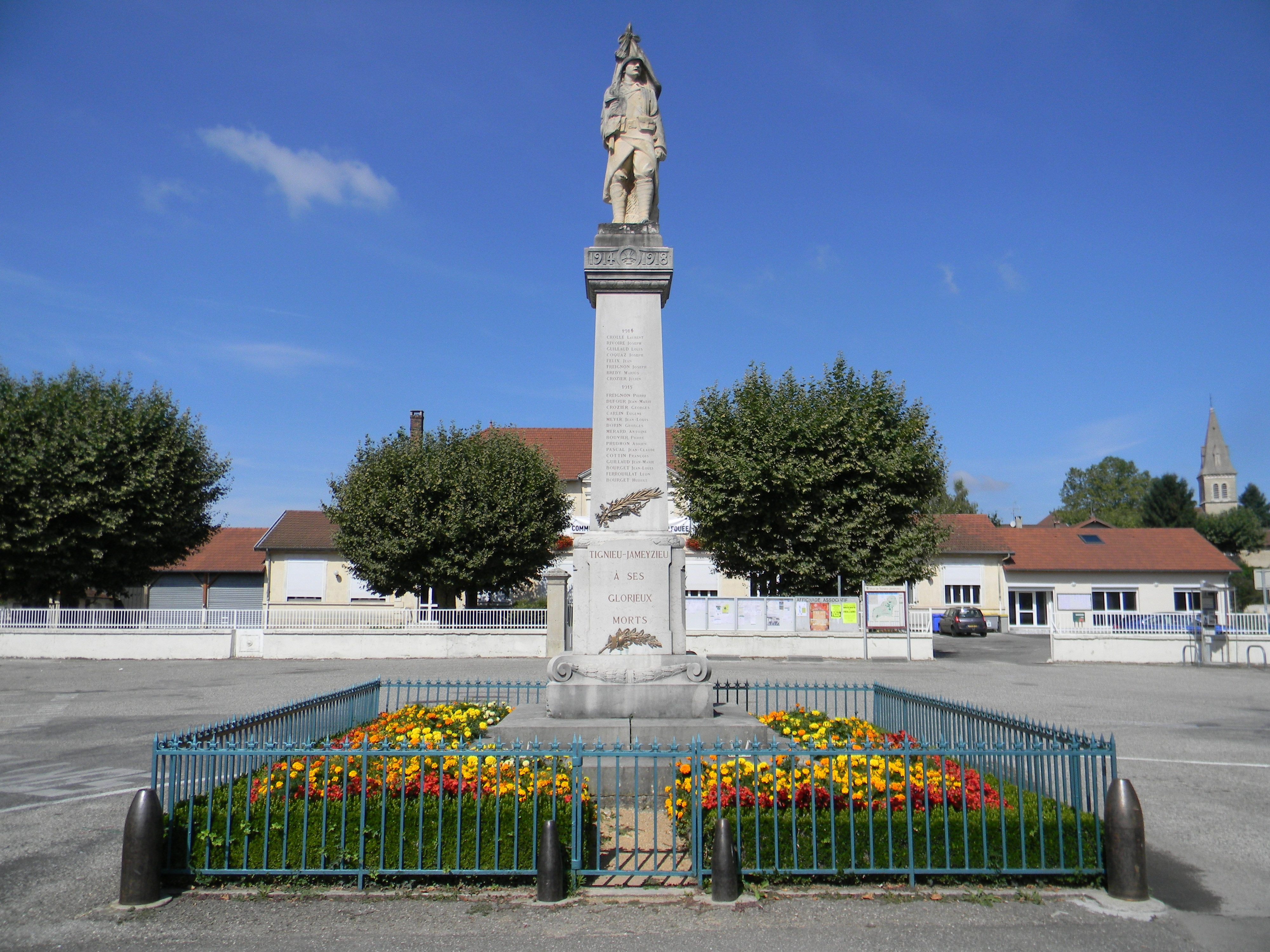
Le monument aux morts.

#### Monuments religieux
- Église Saint-Antoine. Elle est inscrite à l'Inventaire général du patrimoine culturel[35].
- Église de style néo-roman en 1893.
- Sept croix de mission sont réparties sur le territoire de la commune.

#### Monuments civils
- Monument aux morts communal :

ce monument inauguré le 10 septembre 1922. se présente sous la forme d'un pilier commémoratif sous la forme d'une colonne quadrangulaire avec, à son sommet, la statue d'un soldat dit « Poilu » de la Première Guerre mondiale, le tout entouré d'une grille.

#### Sites naturels
- Située au nord-est de la commune, la gravière des Sambettes, d'une superficie de  81,67 hectares, partagée avec les communes de Saint-Romain-de-Jalionas et de Chavanoz, est classée en ZNIEFF[37].
- Située au centre de la commune, la prairie humide de la Léchère de Molletunay, d'une superficie de  24,61 hectares est classée en ZNIEFF[38].

### Héraldique
|  | Tignieu-Jameyzieu possède des armoiries dont l'origine et le blasonnement exact ne sont pas disponibles. |